# Nephrotoma profunda
Nephrotoma profunda là một loài ruồi trong họ Ruồi hạc (Tipulidae). Chúng phân bố ở miền Cổ bắc.